# Primera División Uruguaya 2005-2006
Il campionato era formato da 20 squadre e il Nacional vinse il titolo.

## Apertura
| Pos. | Squadra              | G  | V  | N | P  | GF | GS | Punti |
| ---- | -------------------- | -- | -- | - | -- | -- | -- | ----- |
| 1    | Rocha                | 17 | 10 | 3 | 4  | 37 | 25 | 33    |
| 2    | Nacional             | 17 | 9  | 7 | 1  | 32 | 16 | 31    |
| 3    | Danubio              | 17 | 8  | 3 | 6  | 36 | 25 | 27    |
| 4    | Rampla Juniors       | 17 | 8  | 2 | 7  | 35 | 25 | 26    |
| 5    | Deportivo Colonia    | 17 | 6  | 8 | 3  | 23 | 19 | 26    |
| 6    | Cerrito              | 17 | 6  | 7 | 4  | 20 | 18 | 25    |
| 7    | Peñarol              | 17 | 6  | 7 | 4  | 22 | 26 | 25    |
| 8    | River Plate          | 17 | 6  | 6 | 5  | 24 | 22 | 24    |
| 9    | Rentistas            | 17 | 7  | 3 | 7  | 21 | 22 | 24    |
| 10   | Liverpool            | 17 | 5  | 7 | 5  | 19 | 18 | 22    |
| 11   | Defensor Sporting    | 17 | 5  | 7 | 5  | 21 | 21 | 22    |
| 12   | Cerro                | 17 | 5  | 7 | 5  | 23 | 25 | 22    |
| 13   | Plaza Colonia        | 17 | 5  | 6 | 6  | 15 | 23 | 21    |
| 14   | Montevideo Wanderers | 17 | 4  | 8 | 5  | 27 | 32 | 20    |
| 15   | Miramar Misiones     | 17 | 3  | 9 | 5  | 18 | 18 | 18    |
| 16   | Tacuarembó           | 17 | 4  | 5 | 8  | 13 | 21 | 17    |
| 17   | Fénix                | 17 | 3  | 4 | 10 | 22 | 31 | 13    |
| 18   | Paysandú             | 17 | 1  | 5 | 11 | 18 | 39 | 8     |

G = Partite giocate; V = Vittorie; N = Nulle/Pareggi; P = Perse; GF = Goal fatti; GS = Goal subiti; 

## Classifica retrocessione (2005 e Apertura)
| Pos. | Squadra              | G  | V  | N  | P  | GF | GS | Punti |
| ---- | -------------------- | -- | -- | -- | -- | -- | -- | ----- |
| 1    | Nacional             | 34 | 21 | 12 | 1  | 71 | 32 | 72    |
| 2    | Defensor Sporting    | 34 | 17 | 12 | 5  | 54 | 34 | 63    |
| 3    | Peñarol              | 34 | 16 | 12 | 6  | 50 | 45 | 60    |
| 4    | Rocha                | 34 | 16 | 10 | 8  | 64 | 46 | 58    |
| 5    | Danubio              | 34 | 16 | 7  | 11 | 59 | 41 | 55    |
| 6    | Rentistas            | 34 | 13 | 9  | 12 | 51 | 47 | 48    |
| 7    | Liverpool            | 34 | 12 | 11 | 11 | 45 | 43 | 47    |
| 8    | River Plate          | 34 | 12 | 10 | 12 | 58 | 54 | 46    |
| 9    | Cerrito              | 34 | 11 | 13 | 10 | 41 | 37 | 46    |
| 10   | Montevideo Wanderers | 34 | 10 | 13 | 11 | 57 | 65 | 43    |
| 11   | Miramar Misiones     | 34 | 10 | 11 | 13 | 51 | 47 | 41    |
| 12   | Rampla Juniors       | 34 | 11 | 7  | 16 | 54 | 56 | 40    |
| 13   | Deportivo Colonia    | 34 | 9  | 12 | 13 | 38 | 50 | 39    |
| 14   | Tacuarembó           | 34 | 9  | 11 | 14 | 30 | 39 | 38    |
| 15   | Cerro                | 34 | 8  | 11 | 15 | 43 | 55 | 35    |
| 16   | Plaza Colonia        | 34 | 8  | 11 | 15 | 23 | 50 | 35    |
| 17   | Fénix                | 34 | 8  | 8  | 18 | 41 | 57 | 32    |
| 18   | Paysandú             | 34 | 4  | 10 | 20 | 41 | 73 | 22    |

G = Partite giocate; V = Vittorie; N = Nulle/Pareggi; P = Perse; GF = Goal fatti; GS = Goal subiti; 

## Clausura
| Pos. | Squadra              | G  | V  | N | P  | GF | GS | Punti |
| ---- | -------------------- | -- | -- | - | -- | -- | -- | ----- |
| 1    | Nacional             | 16 | 12 | 2 | 2  | 31 | 12 | 38    |
| 2    | Defensor Sporting    | 16 | 10 | 5 | 1  | 34 | 15 | 35    |
| 3    | Danubio              | 16 | 9  | 3 | 4  | 31 | 24 | 30    |
| 4    | Central Español      | 16 | 8  | 3 | 5  | 19 | 16 | 27    |
| 5    | Liverpool            | 16 | 7  | 4 | 5  | 27 | 27 | 25    |
| 6    | Rentistas            | 16 | 7  | 3 | 6  | 28 | 22 | 24    |
| 7    | Cerrito              | 16 | 5  | 8 | 3  | 17 | 16 | 23    |
| 8    | Rampla Juniors       | 16 | 6  | 5 | 5  | 24 | 29 | 23    |
| 9    | River Plate          | 16 | 6  | 2 | 8  | 19 | 20 | 20    |
| 10   | Bella Vista          | 16 | 5  | 4 | 7  | 18 | 19 | 19    |
| 11   | Tacuarembó           | 16 | 4  | 6 | 6  | 12 | 19 | 18    |
| 12   | Montevideo Wanderers | 16 | 4  | 4 | 8  | 18 | 19 | 16    |
| 13   | Cerro                | 16 | 6  | 3 | 7  | 23 | 16 | 15    |
| 14   | Miramar Misiones     | 16 | 3  | 5 | 8  | 17 | 30 | 14    |
| 15   | Rocha                | 16 | 3  | 3 | 10 | 18 | 29 | 12    |
| 16   | Deportivo Colonia    | 16 | 3  | 2 | 11 | 12 | 30 | 11    |
| 17   | Peñarol              | 16 | 5  | 4 | 7  | 20 | 25 | 7     |

G = Partite giocate; V = Vittorie; N = Nulle/Pareggi; P = Perse; GF = Goal fatti; GS = Goal subiti; 

## Play-off per il titolo
| Arbitro: | Prudente (URU) |

|          |           |                                        |
| Caro 54’ | Marcatori | 22’, 45’ Vázquez 51’ Suárez 88’ Garcés |

| Arbitro: | Silvera (URU) |

|                        |           |  |
| Suárez 62’ Vázquez 77’ | Marcatori |  |

## Titolo
| Primera División 2005–06 Vincitore |
| ---------------------------------- |
| Nacional 41º Titolo                |

## Promedio per la retrocessione (2005 e 2005/06)
| Pos. | Squadra           | Giocate | Punti | Media |
| ---- | ----------------- | ------- | ----- | ----- |
| 13   | Bella Vista       | 16      | 19    | 1.188 |
| 14   | Tacuarembó        | 50      | 56    | 1.120 |
| 15   | Miramar Misiones  | 55      | 50    | 1.110 |
| 16   | Cerro             | 50      | 50    | 1.000 |
| 17   | Deportivo Colonia | 50      | 50    | 1.000 |

## Classifica marcatori
| Pos | Name                | Team                       | Goals |
| --- | ------------------- | -------------------------- | ----- |
| 1   | José Pedro Cardozo  | Rocha                      | 17    |
| 2   | Ignacio González    | Danubio                    | 13    |
| 3   | Junior Aliberti     | Wanderers / Plaza Colonia  | 12    |
|     | Gonzalo Castro      | Nacional                   | 12    |
|     | Nasa                | Rampla Juniors             | 12    |
|     | Juan Manuel Olivera | Danubio                    | 12    |
|     | Maximiliano Pereira | Defensor                   | 12    |
| 8   | Gabriel Cedrés      | River Plate / C.A. Peñarol | 11    |
|     | Richard Porta       | River Plate                | 11    |
|     | Elías Ferreira      | C.A. Peñarol / Rentistas   | 11    |
| 11  | Mauro Aldave        | Rocha                      | 10    |
|     | Nicolás Olivera     | Defensor                   | 10    |